# Escola d'Alta Direcció i Administració
Escola d'Alta Direcció i Administració (EADA) és un centre de desenvolupament directiu independent amb seu a Barcelona fundat el 1957 per Irene Vázquez Mier i Arturo Alsina per tal de formar els futurs directius de les empreses.
L'any 2011 les publicacions Financial Times i The Economist posicionen EADA entre les 4 millors escoles de negocis d'Espanya i entre les 100 millors del món, quan n'existeixen unes 7.000 a nivell internacional.
EADA també compta amb dos de les tres acreditacions internacionals més importants, conegudes com la Triple corona (acreditació escoles de negocis), en aquest sector: EQUIS i AMBA.
Destaquen especialment l'any 2011 els programes in company, de formació "a mida" també coneguts com a Open Programmes. Per a això, EADA disposa d'un Centre de Formació Residencial, el Campus EADA Collbató.

## Història
En els dos primers anys de la seva existència, EADA es constituí com a gabinet assessor en direcció i gestió d'empreses. Dos anys més tard, les activitats s'ampliaren a la formació permanent especialitzada en el camp de la gestió i l'administració d'empreses.
El 1967 EADA es transformà en societat anònima, tenint per accionistes als fundadors, professors i personal no docent vinculat a la institució, i des del 1984 és una fundació.
A partir del 1990, EADA no només ocupa l'edifici del carrer Aragó de Barcelona, sinó que compta també amb el Centre Residencial de Collbató; a partir del 1999, EADA reforça la seva presència en el mercat llatinoamericà amb la creació de diverses delegacions en diferents països.

## Unitats acadèmiques
EADA ofereix màsters a temps complet i a temps parcial en les diferents àrees d'administració: màrqueting, recursos humans, finances i operacions.
EADA també ofereix formació d'alt nivell per a executius en actiu: el PDG o Programa de Direcció General (creat el 1967), per a directius sènior; i el PDA o Programa de Direcció i Administració, per a directius junior i comandaments intermedis. L'any 2012 EADA oferí el seu primer programa a distància (distance learning) de Direcció General.
EADA també compta amb una àmplia cartera de programes de Desenvolupament Directiu.

## Alumnes reconeguts
- Julio Fernández Rodríguez
- Miquel Valls i Maseda